# Arabia Saudyjska na Letnich Igrzyskach Olimpijskich 1984
Arabię Saudyjską na Letnich Igrzyskach Olimpijskich 1984 reprezentowało 39 zawodników, którymi byli wyłącznie mężczyźni. Był to trzeci start reprezentacji Arabii Saudyjskiej na letnich igrzyskach olimpijskich.

## Reprezentanci

### Kolarstwo

#### Kolarstwo szosowe
| Zawodnik                                                        | Konkurencja                | Czas    | Miejsce |
| --------------------------------------------------------------- | -------------------------- | ------- | ------- |
| Hassan Al-Absi                                                  | wyścig ze startu wspólnego | DNF     | DNF     |
| Mohammed Al-Shanqiti                                            | wyścig ze startu wspólnego | DNF     | DNF     |
| Abdullah Al-Shaye                                               | wyścig ze startu wspólnego | DNF     | DNF     |
| Ali Al-Ghazawi                                                  | wyścig ze startu wspólnego | DNF     | DNF     |
| Hassan Al-Absi Mohammed Al-Shanqiti Ahmed Al-Saleh Rajab Moqbil | Jazda drużynowa na czas    | 2:28:28 | 28.     |

### Łucznictwo
| Zawodnik         | Konkurencja   | Runda 1 | Runda 1 | Runda 2 | Runda 2 | Razem | Razem   |
| Zawodnik         | Konkurencja   | Wynik   | Pozycja | Wynik   | Pozycja | Wynik | Pozycja |
| ---------------- | ------------- | ------- | ------- | ------- | ------- | ----- | ------- |
| Mansour Al-Hamad | indywidualnie | 1024    | 59.     | 974     | 61.     | 1998  | 59.     |
| Faisal Al-Basam  | indywidualnie | 991     | 61.     | 1002    | 59.     | 1993  | 61.     |
| Youssef Jawdat   | indywidualnie | 880     | 62.     | 836     | 62.     | 1716  | 62.     |

### Piłka nożna
- Reprezentacja mężczyzn

Trener: Khalil Al-Zayani
| - Mohamed Al-Jawad - Sameer Abdulshaker - Ahmed Al-Bishi - Sami Al-Dosari - Mehaisen Al-Dosari - Salman Al-Dosari - Saleh Al-Dosari - Shaye Al-Nafisah - Abdullah Al-Deayea |  | - Mohamed Al-Hussein - Omar Bakhashwain - Ahmed Bayazid - Hussain Al-Bishi - Abdullah Masoud - Madżid Abdullah - Fahad Al-Musaibeah - Nawaf Al-Khamis |

Grupa C
| Zespół           | Pkt | M | W | R | P | Br+ | Br− | +/− |
| ---------------- | --- | - | - | - | - | --- | --- | --- |
| Brazylia         | 6   | 3 | 3 | 0 | 0 | 6   | 1   | +5  |
| RFN              | 4   | 3 | 2 | 0 | 1 | 8   | 1   | +7  |
| Maroko           | 2   | 3 | 1 | 0 | 2 | 1   | 4   | -3  |
| Arabia Saudyjska | 0   | 3 | 0 | 0 | 3 | 1   | 10  | -9  |

Wyniki
| 30 lipca 1984 19:00 | Brazylia · Gilmar Popoca 12' · Silvinho 50' · Dunga 59' | 3:1(1:0)Raport | Arabia Saudyjska · Madżid Abdullah 69' | Rose Bowl, Pasadena Widzów: 40 799 Sędzia: Brian McGinlay |
|                     |                                                         |                |                                        |                                                           |

| 1 sierpnia 1984 19:00 | Maroko · Mustafa Merry 72' | 1:0(0:0)Raport | Arabia Saudyjska | Rose Bowl, Pasadena Widzów: 36 909 Sędzia: Edvard Šoštarič |
|                       |                            |                |                  |                                                            |

| 3 sierpnia 1984 19:00 | Arabia Saudyjska | 0:6(0:4)Raport | RFN · Christian Schreier 8' 66' · Rudolf Bommer 22' 72' · Uwe Rahn 24' · Frank Mill 32' | Stanford Stadium, Stanford Widzów: 26 242 Sędzia: Ioan Igna |
|                       |                  |                |                                                                                         |                                                             |

### Strzelectwo
| Zawodnik           | Konkurencja                      | Finał  | Finał   |
| Zawodnik           | Konkurencja                      | Punkty | Miejsce |
| ------------------ | -------------------------------- | ------ | ------- |
| Safaq Al-Anzi      | pistolet szybkostrzelny 25 m     | 560    | 46.     |
| Sayed Al-Asibi     | pistolet szybkostrzelny 25 m     | 545    | 50.     |
| Manhi Al-Mutairy   | pistolet dowolny 50 m            | 513    | 48.     |
| Khuwaled Al-Harthi | karabin pneumatyczny 10 m        | 545    | 50.     |
| Talak Al-Otaibi    | karabin małokalibrowy leżąc 50 m | 581    | 52.     |
| Abdullah Al-Usaimi | karabin małokalibrowy leżąc 50 m | 578    | 55.     |

### Szermierka
| Zawodnik                                                                             | Konkurencja          | Faza grupowa                                                          | Faza grupowa | Ćwierćfinał       | Ćwierćfinał | Półfinał          | Półfinał | Runda finałowa    | Runda finałowa | Pozycja |
| Zawodnik                                                                             | Konkurencja          | Przeciwnicy Wynik                                                     | Pozycja      | Przeciwnicy Wynik | Pozycja     | Przeciwnicy Wynik | Pozycja  | Przeciwnicy Wynik | Pozycja        | Pozycja |
| ------------------------------------------------------------------------------------ | -------------------- | --------------------------------------------------------------------- | ------------ | ----------------- | ----------- | ----------------- | -------- | ----------------- | -------------- | ------- |
| Jamil Mohamed Bubashit                                                               | szpada indywidualnie | Chouinard W 5-4 Magallanes P 4-5 Strohmeyer P 1-5 Cui P 2-5           | 5.           | NQ                | NQ          | NQ                | NQ       | NQ                | NQ             | NQ      |
| Mohamed Ahmed Abu Ali                                                                | szpada indywidualnie | Lee T-C W 5-5 Soumagne P 3-5 Lucchetti P 2-5 Marx P 3-5 Fischer P 1-5 | 5.           | NQ                | NQ          | NQ                | NQ       | NQ                | NQ             | NQ      |
| Rashid Fahd Al-Rasheed                                                               | szpada indywidualnie | Brill P 4-5 Yun N-J P 1-5 Giger P 2-5 Bergström P 3-5                 | 5.           | NQ                | NQ          | NQ                | NQ       | NQ                | NQ             | NQ      |
| Jamil Mohamed Bubashit Mohamed Ahmed Abu Ali Rashid Fahd Al-Rasheed Nassar Al-Dosari | szpada drużynowo     | Stany Zjednoczone P 5-8 · Chiny P 0-9 · Francja P 0-9                 | 4.           | —                 | —           | —                 | —        | NQ                | NQ             | NQ      |
| Majed Abdul Rahim Habib Ullah                                                        | floret indywidualnie | Blaschka W 5-4 Darricau P 3-5 Joos P 1-5 Borella P 2-5                | 5.           | NQ                | NQ          | NQ                | NQ       | NQ                | NQ             | NQ      |
| Khaled Fahd Al-Rasheed                                                               | floret indywidualnie | Darricau W 5-1 Chu P 0-5 Lewison P 2-5 Pietruszka P 3-5 Harper P 1-5  | 5.           | NQ                | NQ          | NQ                | NQ       | NQ                | NQ             | NQ      |
| Abdullah Al-Zawayed                                                                  | floret indywidualnie | Somloi W 5-3 Lee T-C P 2-5 Bell P 1-5 Hein P 3-5 Liu P 0-5            | 6.           | NQ                | NQ          | NQ                | NQ       | NQ                | NQ             | NQ      |